# أعمال هرقل (مجموعة قصصية)
أعمال هرقل أو ذات الشعر الذهبي (بالإنجليزية: The Labours of Hercules) هي مجموعة قصص من تأليف وإنشاء الكاتبة الإنجليزية أجاثا كريستي، وقد نُشِرَت لأول مرة في عام 1947

## نبذة قصيرة
تتحدث هذه القصة عن نية هيركيول بوارو للتقاعد بسبب خطإٍ ارتكبه، إلا أن بوارو تحدث له حالات تُحاكي الإثني عشر عملًا في قصة أعمال هرقل

## أسماء الفصول (الأعمال)[1]
- أسد نيميا (العمل الأول)
- الحية العُدار (العمل الثاني)
- الغزال الأركادي (العمل الثالث)
- وحش إريمانثوس (العمل الرابع)
- حظائر أوجياس (العمل الخامس)
- طيور ستيمفاليان (العمل السادس)
- ثور كريت (العمل السابع)
- خيول ديوميد (العمل الثامن)
- حزام هيبوليتا (العمل التاسع)
- قطيع جيريون (العمل العاشر)
- تفاحات الهسبيريديا (العمل الحادي عشر)
- إحضار الكلب سربيروس (العمل الثاني عشر والأخير)

## اسم القصة
لقد اقتبست أجاثا كريستي اسم هذا الكتاب من قصة أعمال هرقل والتي يظهر فيها الإغريقي هرقل، ويعود السبب في اقتباسها هذا الاسم للتشابه الموضوعي، لأن كِلَا الروايتَيْن تتحدث عن التوبة

## الترجمة العربية للمجموعة القصصية
نسخة دار ميوزيك للطبع والنشر اتت تحت عنوان أدلة الجريمة وتضم سبع قصص (ستة فقط هي التي تنتمي لهذه المجموعة) وهي:
- القصة الأولى أسد نيميا (The Nemean Lion) تحت عنوان الكلب المفقود.
- القصة الثانية الحية العُدار (The Lernaean Hydra) تحت عنوان جريمة ولا جريمة. (القصة موجودة أيضا تحت عنوان «جريمة قتل» منشورة في المجموعة القصصية (مغامرات بوارو) من دار ميوزيك للنشر والتي تحمل الرقم (82) ضمن السلسلة
- القصة الثالثة الغزال الأركادي (The Arcadian Deer) تحت عنوان المفقودة.
- القصة الرابعة وحش إريمانثوس (The Erymanthian Boar) تحت عنوان السفاح «ماراسود».
- القصة الخامسة طيور ستيمفاليان (The Stymphalean Birds) تحت عنوان الجريمة.
- القصة السادسة ثور كريت (The Cretan Bull) تحت عنوان المجنون.

قامت دار ميوزيك للطبع والنشر بنشر نسخة أخرى تحت عنوان ساحر النساء وتضم خمس قصص وهي:
- القصة الأولى (The Horses of Diomedes) تحت عنوان أفراس «ديوميدس».
- القصة الثانية (The Girdle of Hippolyta) تحت عنوان مِشَدّ هيبوليتا.
- القصة الثالثة قطيع جيريون (The Flock of Geryon) تحت عنوان الراعي القاتل.
- القصة الرابعة تفاحات الهسبيريديا (The Apples of Hesperides) تحت عنوان طاس الشر.
- القصة الخامسة إحضار الكلب سربيروس (The Capture of Cerberus) تحت عنوان حارس الجحيم.

## ترجمات عربية متفرقة
- الحية العُدار (The Lernaean Hydra) منشورة مع مجموعة قصص بترجمة قام بها عبد المنعم جلال تحت عنوان «الهاربان» مكتبة معروف، (الفصل الأول).
- أسد نيميا (The Nemean Lion) منشورة مع مجموعة قصص بترجمة قام بها عبد المنعم جلال تحت عنوان «شبح من الماضي» مكتبة معروف، (الفصل الثاني، شبح الظلام).